# 4ª Brigata di reazione rapida
La Brigata di reazione rapida "Rubiž" (in ucraino Бригада швидкого реагування «Рубіж»?, Bryhada švydkoho reahuvannja «Rubiž», lett. "Frontiera"), ufficialmente nota come 4ª Brigata operativa "Eroe dell'Ucraina sergente Serhij Mychal'čuk" (in ucraino 4-та бригада оперативного призначення імені Героя України сержанта Сергія Михальчука?, 4-ta bryhada operatyvnoho pryznačennja imeni Heroja Ukraїny seržanta Serhija Mychal'čuka, unità militare 3018), è un'unità militare d'élite della Guardia nazionale dell'Ucraina, costituita secondo gli standard NATO e con elevati livelli di addestramento ed equipaggiamento tecnico.

## Storia

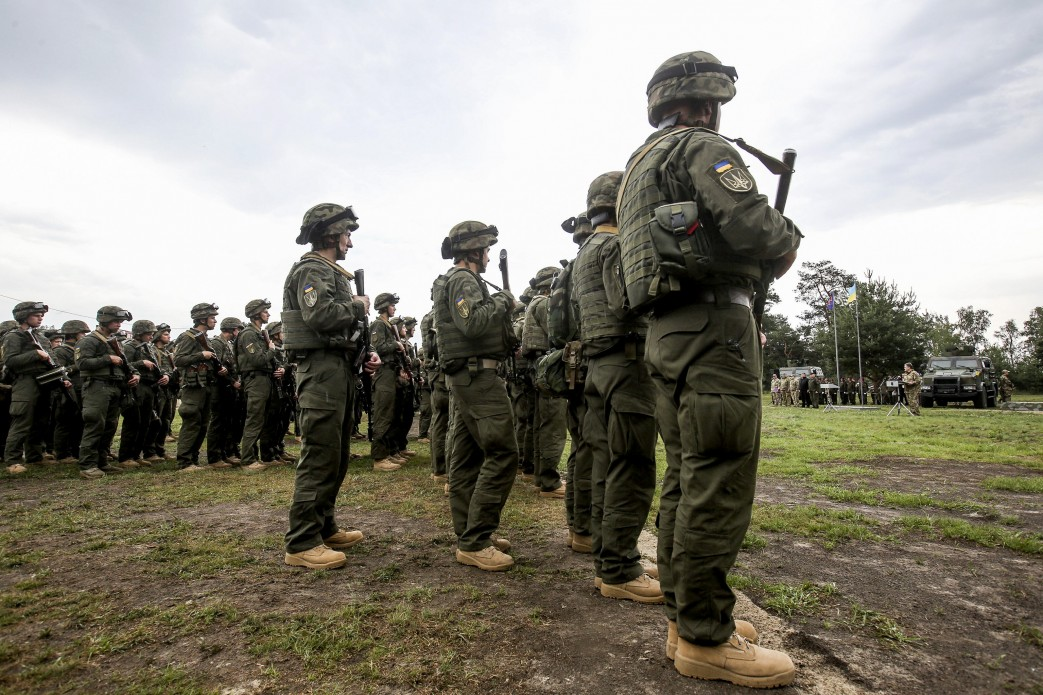
Militari della brigata nel 2016

La brigata venne fondata il 2 giugno 2015, anche se il reclutamento del personale iniziò soltanto in ottobre. L'unità è stata addestrata da consiglieri militari e veterani stranieri in conformità con gli standard NATO. In occasione del suo primo anniversario, il 2 giugno 2016 è stata consegnata alla brigata la bandiera di guerra. Il 19 giugno è stata schierata nel Donbass per un addestramento in assetto di guerra. Negli anni successivi la brigata ha registrato in totale 4 caduti durante la guerra del Donbass, fra cui il 14 dicembre 2019 il sergente Serhij Mychal'čuk, insignito postumo del titolo di Eroe dell'Ucraina e a cui la brigata è stata ufficialmente dedicata il 21 agosto 2020.

### Guerra russo-ucraina
La brigata è stata direttamente coinvolta fin dalle prime fasi dell'invasione russa dell'Ucraina del 2022, svolgendo un ruolo cruciale nella neutralizzazione dell'assalto aviotrasportato dei paracadutisti russi all'aeroporto di Hostomel'. Il rapido intervento e il contrattacco dell'unità ha evitato che l'aeroporto venisse catturato nel primo giorno di guerra, impedendo che fosse utilizzato per trasportare velocemente uomini e mezzi per occupare la capitale Kiev. Di conseguenza, l'offensiva di Kiev si è trasformata in un'aspra battaglia combattuta nelle aree metropolitane nord-occidentali della città, a Hostomel', Buča e Irpin'.
Nei mesi successivi, durante l'offensiva del Donbass, la brigata è stata rischierata nell'oblast' di Luhans'k per prendere parte alla difesa di Rubižne. In seguito alla caduta della città alla fine di aprile ha continuato a combattere nell'area di Sjevjerodonec'k e Lysyčans'k. Il 27 luglio 2022, in considerazione dei meriti e del coraggio dimostrati durante la battaglia di Sjevjerodonec'k, è stata insignita del titolo onorifico "Per il Valore e il Coraggio". In seguito, dopo un periodo di riposo nelle retrovie, è stata nuovamente impiegata in prima linea, in particolare durante la difesa della città di Bachmut. Qui all'inizio di gennaio 2023, supportata da elementi della 28ª Brigata meccanizzata, ha inflitto pesanti perdite alle unità russe che tentavano di aggirare le posizioni della 53ª Brigata meccanizzata per attaccare Bachmut da sud.
Il 4 febbraio 2023 il Ministero degli affari interni ha annunciato la creazione di 8 nuove brigate a partire da unità esistenti della Guardia Nazionale, della Polizia per operazioni speciali e della Guardia di Frontiera, tramite un programma chiamato Guardia Offensiva. Fra le unità interessate dal progetto c'è la Brigata di reazione rapida, rinominata per l'occasione "Rubiž" (in italiano "Frontiera"), la quale ha immediatamente annunciato il reclutamento di nuovi volontari. Nei primi mesi del 2023 ha combattuto nei pressi di Kurdjumivka, a sud di Bachmut, fino alla caduta della città alla fine di maggio. In seguito è stata schierata sul fronte di Sivers'k, dove ha difeso i villaggi di Spirne e Verchn'okam'jans'ke per tutto il resto dell'anno. Ancora nel luglio 2024 il 2º e il 3º Battaglione della brigata hanno mantenuto le posizioni nonostante la crescente pressione russa su Vyïmka.
Il 18 aprile 2025 è stato reso noto che, in seguito alla riforma delle Forze armate ucraine che ha portato alla creazione dei comandi intermedi di corpo d'armata, la Brigata "Rubiž", la Brigata "Chartja", la Brigata "Spartan", la Brigata "Raid" e la Brigata "Slov"jans'k" sono state incluse nel nuovo 2º Corpo d'armata "Chartja" della Guardia Nazionale, costituito sulla base dell'omonima brigata. Nello stesso periodo la brigata è stata equipaggiata con i carri armati di provenienza occidentale Leopard 1A5.

## Struttura
- Comando di brigata[25]
- 1º Battaglione operativo
- 2º Battaglione operativo
- 3º Battaglione operativo "Libertà"[26]
- 4º Battaglione operativo "Potere della Libertà"
- 5º Battaglione operativo
- 6º Battaglione operativo
- Battaglione corazzato (T-72, T-64BV e Leopard 1A5)
- Battaglione sistemi senza pilota "Antares"
- Battaglione d'artiglieria (D-30)
- Battaglione missilistico contraerei
- Unità di supporto

La brigata dispone anche di unità di intelligence, comunicazioni e logistica.

## Comandanti
- Colonnello Oleksandr Vološyn (giugno 2015 - novembre 2017)[29]
- Colonnello Ivan Myropols'kyj (novembre 2017 - febbraio 2022)[30]
- Colonnello Artem Iljuchin (febbraio 2022 - aprile 2024)[31]
- Colonnello Dmytro Buchalo (aprile 2024 - gennaio 2025)[32]
- Colonnello Serhij Sidorin (gennaio 2025 - in carica)[33]